# Soča (časopis)
Soča je bil časopis, naprednega laičnega dela goriških, beneških in furlanskih Slovencev, ki je izhajal od leta 1947 do 1960.
Časopis Soča, katerega predhodnik je bil Soški tednik, ki je izhajal od julija 1945 do julija 1947, je kot tednik izhajal od junija 1947 v Gorici. Soča je bila sprva glasilo Demokratične fronte goriških, beneških in furlanskih Slovencev, od maja 1954 do aprila 1956 pa glasilo Socialistične fronte Slovencev v Italiji. Prvi uvodnik je napisal France Bevk, zadnjega pa pisatelj in novinar Ivan Marinčič, ki je bil tudi dolgoletni urednik. Uredništvo Soče je zagovarjalo stališča in ideje OF, po 1955 pa Slovensko kulturno gospodarske zveze.
V času izhajanja je imela Soča več prilog, največkrat Mladinsko prilogo in Mladi rod. Decembra 1960 so jo priklučili Primorskemu dnevniku kot prilogo za goriške, beneške in furlanske Slovence.